# Westhausen (Hildburghausen járás)
Westhausen település Németországban, azon belül Türingiában. Lakosainak száma 675 fő (2023. december 31.).

## Népesség
A település népességének változása:
| Lakosok száma | 711  | 709  | 696  | 679  | 675  |
|               | 2017 | 2019 | 2021 | 2022 | 2023 |